# Димитър Бояджиев
Вижте пояснителната страница за други личности с името Димитър Бояджиев.
Димитър Иванов Бояджиев е български поет, един от първите майстори на елегията в българската литература, наред с Димчо Дебелянов.

## Биография
Димитър Бояджиев е роден на 18 май 1880 година в Пазарджик, в семейството на Иван Димитров Ивчов (Бояджиев) и Екатерина Ненкова. Баща му е самоук човек, овчар от околните села, който се преселва от село Момина клисура в града. Екатерина Ненкова е умна и любознателна жена, а детството ѝ е преминало в заможно пазарджишко семейство. Димитър Бояджиев е брат на банкера и политик Коста Бояджиев. 
Останал сирак на 13 години, Димитър Бояджиев напуска училище, за да поема издръжката на голямото си семейство. Опитва се неуспешно да продължи бащиния си занаят в бояджийската работилница. По-късно става писар в градската община, самообразова се, участва в основаването на дружеството „Младежка дружба“. Изучава руски и френски език. Пише стихове в духа на социалистическите идеи. 1896 година постъпва на работа в адвокатската кантора на Г. Стефанов. В списание „Ново време“ публикува преводи на Семьон Надсон.
Първите му стихотворения са отпечатани в списание „Общо дело“ през 1901 година. Същата година Константин Величков му намира работа в София и поетът се преселва с цялото си семейство в столицата. Димитър Бояджиев постъпва в Отделението по печата при Министерството на външните работи. Едновременно е уредник на сп. „Летописи“ (издавано от Константин Величков), тук са поместени много негови преводи от руски език – творби на Михаил Лермонтов, Иван Тургенев, Максим Горки, Леонид Андреев, Иван Бунин, Фьодор Тютчев и други.
Секретар е на Българското консулство в Марсилия (1907 – 1909). Последните му стихове излизат във вестник „Българан“, списание „Летописи“, списание „Слънчоглед“и др.
Самоубива се заради нещастна любов на 12 юли 1911 г. в София.

## Памет
На Димитър Бояджиев е наречена улица в квартал „Хладилника“ в София (Карта).
От 2011 г. се провежда конкурс за млади поети на името на Димитър Бояджиев.